# Горшеченский район
Горше́ченский райо́н — административно-территориальная единица (район) и муниципальное образование (муниципальный район) в Курской области России.
Административный центр — посёлок городского типа Горшечное.

## География
Район расположен в восточной части Курской области. Граничит на севере и западе с Касторенским, Советским,Тимским и Мантуровским районами Курской области,на юге — со Старооскольским районом Белгородской области,на востоке — с Нижнедевицким районом Воронежской области.
- Площадь 1,395 тыс. км² или 4.7% территории области.
- Основные реки — Оскол (на территории района также расположено Старооскольское водохранилище на Осколе).
- Притоки Оскола — реки Апочка и Убля[3].

## История
Район образован в 1928 году в составе Воронежского округа Центрально-Чернозёмной области.
В 1929 году вошёл в состав Старооскольского округа Центрально-Чернозёмной области, в 1934 году — в состав новообразованной Курской области.
В 1956 году в состав Горшеченского района был включён упразднённый Ясеновский район, а в 1963 году — упразднённый Ястребовский район.

## Население
| 2002    | 2004    | 2007    | 2009    | 2010    | 2011    | 2012    | 2013    | 2014    |
| ------- | ------- | ------- | ------- | ------- | ------- | ------- | ------- | ------- |
| 22 835  | ↘21 800 | ↘19 574 | ↘19 233 | ↘18 591 | ↘18 490 | ↘18 019 | ↘17 532 | ↘17 190 |
| 2015    | 2016    | 2017    | 2018    | 2019    | 2020    | 2021    |         |         |
| ↘16 785 | ↘16 371 | ↘16 018 | ↘15 609 | ↘15 192 | ↘15 072 | ↘14 678 |         |         |

### Урбанизация
Городское население (рабочий посёлок Горшечное) составляет 34,79 % от всего населения района.

### Национальный состав
По итогам переписи населения 2020 года проживали следующие национальности (национальности менее 0,1 % и другое, см. в сноске к строке «Другие»):
| Национальность | Численность, чел. | Доля     |
| -------------- | ----------------- | -------- |
| Русские        | 14 178            | 96,59 %  |
| Армяне         | 139               | 0,95 %   |
| Украинцы       | 39                | 0,27 %   |
| Турки          | 32                | 0,22 %   |
| Другие         | 290               | 1,97 %   |
| Итого          | 14 678            | 100,00 % |

## Административное деление
Горшеченский район как административно-территориальная единица включает 15 сельсоветов и 1 рабочий посёлок.
В рамках организации местного самоуправления в муниципальный район входят 14 муниципальных образований, в том числе 1 городское и 13 сельских поселений:
| №        | Муниципальное образование  | Административный центр    | Количество населённых пунктов | Население (чел.) | Площадь (км²) |
| -------- | -------------------------- | ------------------------- | ----------------------------- | ---------------- | ------------- |
| 1e-06    | Городское поселение:       |                           |                               |                  |               |
| 1        | посёлок Горшечное          | рабочий посёлок Горшечное | 2                             | ↘5329            | 104,72        |
| 1.000002 | Сельские поселения:        |                           |                               |                  |               |
| 2        | Богатырёвский сельсовет    | село Богатырёво           | 5                             | ↘246             | 73,72         |
| 3        | Быковский сельсовет        | село Быково               | 5                             | ↗478             | 73,35         |
| 4        | Знаменский сельсовет       | село Знаменка             | 5                             | ↘349             | 80,62         |
| 5        | Ключевский сельсовет       | село Ключ                 | 2                             | ↘278             | 53,73         |
| 6        | Куньевский сельсовет       | село Кунье                | 3                             | ↗889             | 81,29         |
| 7        | Нижнеборковский сельсовет  | село Нижние Борки         | 8                             | ↗989             | 108,61        |
| 8        | Никольский сельсовет       | село Никольское           | 3                             | ↗270             | 61,19         |
| 9        | Новомеловский сельсовет    | село Новомеловое          | 3                             | ↗1139            | 120,13        |
| 10       | Солдатский сельсовет       | село Солдатское           | 12                            | ↗1017            | 124,16        |
| 11       | Сосновский сельсовет       | село Сосновка             | 7                             | ↘777             | 107,73        |
| 12       | Среднеапоченский сельсовет | село Средние Апочки       | 10                            | ↘709             | 165,29        |
| 13       | Старороговский сельсовет   | село Старое Роговое       | 4                             | ↗754             | 65,48         |
| 14       | Удобенский сельсовет       | село Удобное              | 9                             | ↘434             | 72,17         |
| 15       | Ясеновский сельсовет       | село Ясенки               | 2                             | ↗1020            | 103,68        |

В ходе муниципальной реформы 2006 года в составе новообразованного муниципального района законом Курской области от 21 октября 2004 года были созданы 16 муниципальных образований, в том числе 1 городское поселение в рамках рабочего посёлка и 15 сельских поселений в границах сельсоветов.
Законом Курской области от 26 апреля 2010 года было упразднено сельское поселение Среднедороженский сельсовет (включено в Среднеапоченский сельсовет). Среднедороженский сельсовет как административно-территориальная единица упразднена не была.

## Населённые пункты
В Горшеченском районе 80 населённых пунктов, в том числе один городской (рабочий посёлок) и 79 сельских населённых пунктов.
| №  | Населённый пункт  | Тип             | Население | Муниципальное образование  |
| -- | ----------------- | --------------- | --------- | -------------------------- |
| 1  | Акуловка          | хутор           | ↘9        | Никольский сельсовет       |
| 2  | Андреевка         | деревня         | ↘0        | Солдатский сельсовет       |
| 3  | Бабанино          | деревня         | ↘0        | Удобенский сельсовет       |
| 4  | Бараново          | село            | ↘612      | Куньевский сельсовет       |
| 5  | Баркаловка        | деревня         | ↘5        | Среднеапоченский сельсовет |
| 6  | Бекетово          | деревня         | ↗240      | Солдатский сельсовет       |
| 7  | Бекетовский       | посёлок         | ↘150      | Солдатский сельсовет       |
| 8  | Белгородка        | деревня         | ↘131      | Среднеапоченский сельсовет |
| 9  | Березово          | село            | ↘119      | Сосновский сельсовет       |
| 10 | Березово-Колодезь | деревня         | ↘40       | Сосновский сельсовет       |
| 11 | Богатырёво        | село            | ↘228      | Богатырёвский сельсовет    |
| 12 | Богдановка        | деревня         | ↘52       | Солдатский сельсовет       |
| 13 | Богородицкое      | село            | ↗223      | посёлок Горшечное          |
| 14 | Болото            | село            | ↘510      | Нижнеборковский сельсовет  |
| 15 | Боровка           | деревня         | ↘93       | Солдатский сельсовет       |
| 16 | Быково            | село            | ↘385      | Быковский сельсовет        |
| 17 | Быстрик           | деревня         | ↘228      | Ключевский сельсовет       |
| 18 | Верхние Борки     | село            | ↘37       | Нижнеборковский сельсовет  |
| 19 | Верхняя Клещенка  | деревня         | ↘43       | Богатырёвский сельсовет    |
| 20 | Верхняя Клещенка  | деревня         | ↘59       | Среднеапоченский сельсовет |
| 21 | Вислое            | село            | ↘81       | Нижнеборковский сельсовет  |
| 22 | Выселки           | хутор           | ↘24       | Среднеапоченский сельсовет |
| 23 | Герасимово        | деревня         | ↘73       | Старороговский сельсовет   |
| 24 | Головище          | село            | ↘130      | Среднеапоченский сельсовет |
| 25 | Горшечное         | рабочий посёлок | ↘5106     | посёлок Горшечное          |
| 26 | Дарьевка          | деревня         | ↘0        | Быковский сельсовет        |
| 27 | Дегтярное         | деревня         | ↘45       | Среднеапоченский сельсовет |
| 28 | Залесье           | деревня         | ↘333      | Старороговский сельсовет   |
| 29 | Знаменка          | село            | ↘465      | Знаменский сельсовет       |
| 30 | Ивановка          | деревня         | ↘175      | Удобенский сельсовет       |
| 31 | Каменка           | деревня         | ↘19       | Знаменский сельсовет       |
| 32 | Ключ              | село            | ↘294      | Ключевский сельсовет       |
| 33 | Кулевка           | село            | ↘444      | Ясеновский сельсовет       |
| 34 | Кунье             | село            | ↘159      | Куньевский сельсовет       |
| 35 | Максимовка        | деревня         | ↘189      | Солдатский сельсовет       |
| 36 | Малая Гриневка    | деревня         | ↘16       | Богатырёвский сельсовет    |
| 37 | Мелавский         | посёлок         | ↘119      | Новомеловский сельсовет    |
| 38 | Михайловка        | посёлок         | ↘2        | Солдатский сельсовет       |
| 39 | Михайловка        | деревня         | ↘12       | Удобенский сельсовет       |
| 40 | Мокрец            | село            | ↗138      | Нижнеборковский сельсовет  |
| 41 | Мокрецкие Выселки | посёлок         | ↘37       | Нижнеборковский сельсовет  |
| 42 | Немчиновка        | деревня         | ↘43       | Солдатский сельсовет       |
| 43 | Нижнедорожное     | деревня         | ↘62       | Никольский сельсовет       |
| 44 | Нижние Апочки     | село            | ↗6        | Знаменский сельсовет       |
| 45 | Нижние Борки      | село            | ↘244      | Нижнеборковский сельсовет  |
| 46 | Нижняя Клещенка   | деревня         | ↘58       | Среднеапоченский сельсовет |
| 47 | Нижняя Ровенка    | деревня         | ↘30       | Нижнеборковский сельсовет  |
| 48 | Никандровка       | деревня         | ↘36       | Солдатский сельсовет       |
| 49 | Николаевка        | деревня         | →0        | Быковский сельсовет        |
| 50 | Никольское        | село            | ↘256      | Никольский сельсовет       |
| 51 | Новоберезово      | хутор           | ↘7        | Сосновский сельсовет       |
| 52 | Новомеловое       | село            | ↘790      | Новомеловский сельсовет    |
| 53 | Орловка           | деревня         | ↘121      | Удобенский сельсовет       |
| 54 | Отрада            | село            | ↘114      | Быковский сельсовет        |
| 55 | Отрада            | деревня         | ↘13       | Солдатский сельсовет       |
| 56 | Петровка          | деревня         | ↘123      | Сосновский сельсовет       |
| 57 | Просторное        | деревня         | ↘92       | Удобенский сельсовет       |
| 58 | Пятницкое         | село            | ↘15       | Знаменский сельсовет       |
| 59 | Решетовка         | посёлок         | ↘22       | Сосновский сельсовет       |
| 60 | Ржавец            | деревня         | ↘212      | Куньевский сельсовет       |
| 61 | Ровенка           | деревня         | ↘57       | Старороговский сельсовет   |
| 62 | Ровное            | село            | ↘102      | Быковский сельсовет        |
| 63 | Рындино           | деревня         | ↘66       | Солдатский сельсовет       |
| 64 | Ряполово          | деревня         | ↘95       | Удобенский сельсовет       |
| 65 | Соколовка         | деревня         | ↘70       | Богатырёвский сельсовет    |
| 66 | Солдатское        | село            | ↘307      | Солдатский сельсовет       |
| 67 | Сомовка           | деревня         | ↘29       | Сосновский сельсовет       |
| 68 | Сосновка          | село            | ↘736      | Сосновский сельсовет       |
| 69 | Среднедорожное    | село            | ↘227      | Среднеапоченский сельсовет |
| 70 | Средние Апочки    | село            | ↘537      | Среднеапоченский сельсовет |
| 71 | Старое Роговое    | село            | ↘462      | Старороговский сельсовет   |
| 72 | Старомеловое      | село            | ↘367      | Новомеловский сельсовет    |
| 73 | Степановка        | деревня         | ↘5        | Знаменский сельсовет       |
| 74 | Тимофеевка        | деревня         | ↘10       | Удобенский сельсовет       |
| 75 | Удобное           | село            | ↘244      | Удобенский сельсовет       |
| 76 | Федоровка         | деревня         | ↘6        | Нижнеборковский сельсовет  |
| 77 | Частая Дубрава    | деревня         | ↘1        | Богатырёвский сельсовет    |
| 78 | Шеенка            | деревня         | ↘60       | Удобенский сельсовет       |
| 79 | Шляховы Дворы     | хутор           | ↘29       | Среднеапоченский сельсовет |
| 80 | Ясенки            | село            | ↘768      | Ясеновский сельсовет       |

## Транспорт
Через район проходят участок (30 км) Юго-Восточной железной дороги Касторное — Старый Оскол; шоссейные автомобильные дороги федерального значения А144 Курск — Воронеж — Борисоглебск (72,5 км) и Короча — Губкин — Горшечное (17,5 км); участок нефтепровода «Дружба» Мичуринск — Кременчуг (18 км).

## Средства массовой информации
Районная газета «Маяк». Первый номер вышел 6 сентября 1931 года. Газета носила тогда название «Путь к социализму».

## Русская православная церковь
- В селе Ключ — церковь Иконы Божьей Матери Казанской (1799—1803 гг.)[3];
- в деревне Старое Роговое — церковь Иконы Божьей Матери Знамение (1808 г.)[3];
- в селе Кунье — церковь Покрова Пресвятой Богородицы (1816)[3].
- в селе Болото - храм Димитрия Солунского.

## Люди, связанные с районом
- Воейков, Николай Иванович (1901—1974) — советский военный деятель, Генерал-майор танковых войск (1941 год).
- Третьякевич, Виктор Иосифович (1924—1943) — организатор и комиссар подпольной комсомольской организации в Донбассе «Молодая гвардия» (1942—1943), уроженец села Ясенки.

## Достопримечательности
В верховьях реки Апочки — часть Центрально-Чернозёмного биосферного заповедника — заповедная зона «Баркаловка».